# 崇庆州
崇庆州，元朝时设置的州。
至元十二年（1275年）改崇庆府为崇庆路，二十年（1283年）改为崇庆州。治所在晋原县（今四川省崇州市）。辖境约今四川省崇州市和新津县地区。属成都路。明朝洪武四年（1371年）废晋原县入州。属成都府。清朝时不领县。民国初，北洋政府废州，1913年改置崇庆县。